# مرجان گمار
مرجان گمار، روستایی از توابع بخش مرکزی شهرستان گیلانغرب در استان کرمانشاه ایران است. مردمان این روستا به کردی کلهری تکلم دارند.این روستا به همراه سه روستا در مجاورت آن با نام های مرجان قیطول، مرجان بابامراد و مرجان علیرضاوندی به همراه اراضی مجاور آنها متعلق به محمود خان یاوری شهاب السلطان،  بزرگ طایفه خمان کلهر بوده است که اراضی خود را در روستای گمار وقف مردم آن کرده است.

## جمعیت
این روستا در دهستان حومه قرار دارد و براساس سرشماری مرکز آمار ایران در سال ۱۳۸۵، جمعیت آن ۲۸۰ نفر (۵۴خانوار) بوده‌است.